# Бошате, Николя
Николя́ Бошате́ (фр. Nicolas Bochatay; 27 августа 1964, Вале — 22 февраля 1992, Лез-Арк) — швейцарский горнолыжник, специалист по спид-скиингу. Член сборной Швейцарии в начале 1990-х годов, победитель национального первенства. Погиб на склоне во время участия в зимних Олимпийских играх в Альбервиле.

## Биография
Николя Бошате родился 27 августа 1964 года в кантоне Вале, Швейцария. Рос в спортивной семье, в частности его тётя Фернанда Бошате является достаточно известной горнолыжницей, бронзовой призёркой Олимпийских игр 1968 года в Гренобле.
Первое время так же выступал в классическом горнолыжном спорте, в 1981 году занял восьмое место в скоростном спуске на чемпионате Швейцарии, состоял в швейцарской национальной сборной и принимал участие в этапах Кубка Европы. Побывал на юниорском чемпионате мира 1982 года в Ороне, где стал 19-м в скоростном спуске и 29-м в гигантском слаломе.
Впоследствии перешёл в менее популярный и более экстремальный спид-скиинг, неолимпийскую горнолыжную дисциплину, где от спортсмена требуется набрать как можно более высокую скорость. В 1991 году одержал победу на чемпионате Швейцарии и вошёл в число сильнейших представителей этой дисциплины в мире. Одновременно со спортивной карьерой работал плотником, был женат, имел двоих детей.
Когда спид-скиинг был включён в программу зимних Олимпийских игр 1992 года в Альбервиле в качестве показательного вида спорта, Бошате как член швейцарской сборной принял в этих соревнованиях участие. В ходе предварительного квалификационного спуска он развил скорость до 210 км/ч и занял среди мужчин 13-е место, однако в день финала 22 февраля на разминке столкнулся со снегоутрамбовывающей машиной и от полученных травм скончался на месте. Это был третий случай гибели спортсмена на зимних Олимпийских играх после польско-британского саночника Казимежа Кай-Скшипецкого и австралийского горнолыжника Росса Милна, которые погибли в 1964 году в Инсбруке. Инцидент произошёл за день до окончания Игр и вызвал большой общественный резонанс, во многом повлиял на тот факт, что спид-скиинг так и не был добавлен в олимпийскую программу как полноценная постоянная дисциплина.